# Hipeis

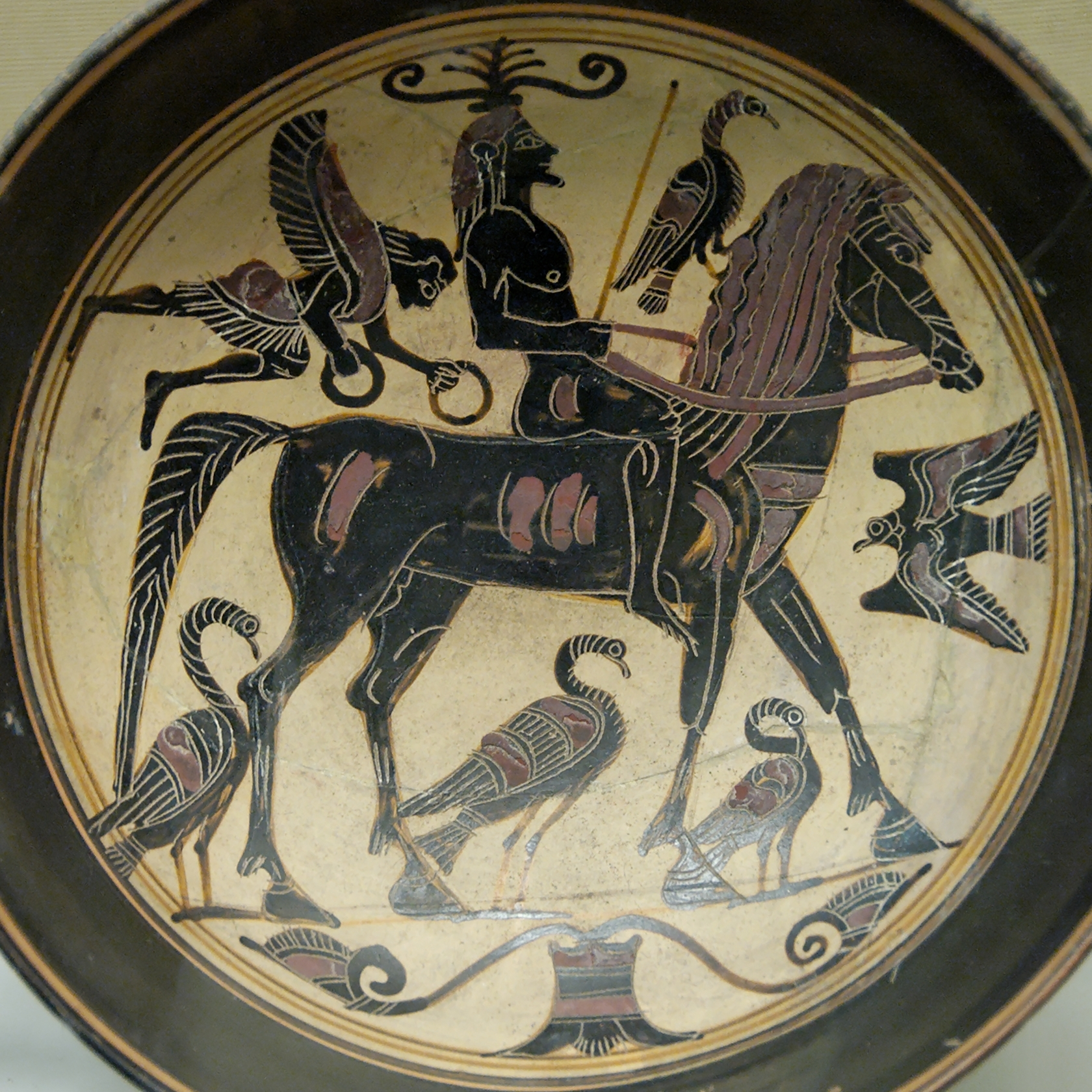
uma figura de cerâmica negra laconiana desenhada por Rider Painter mostrando um membro do hippeus

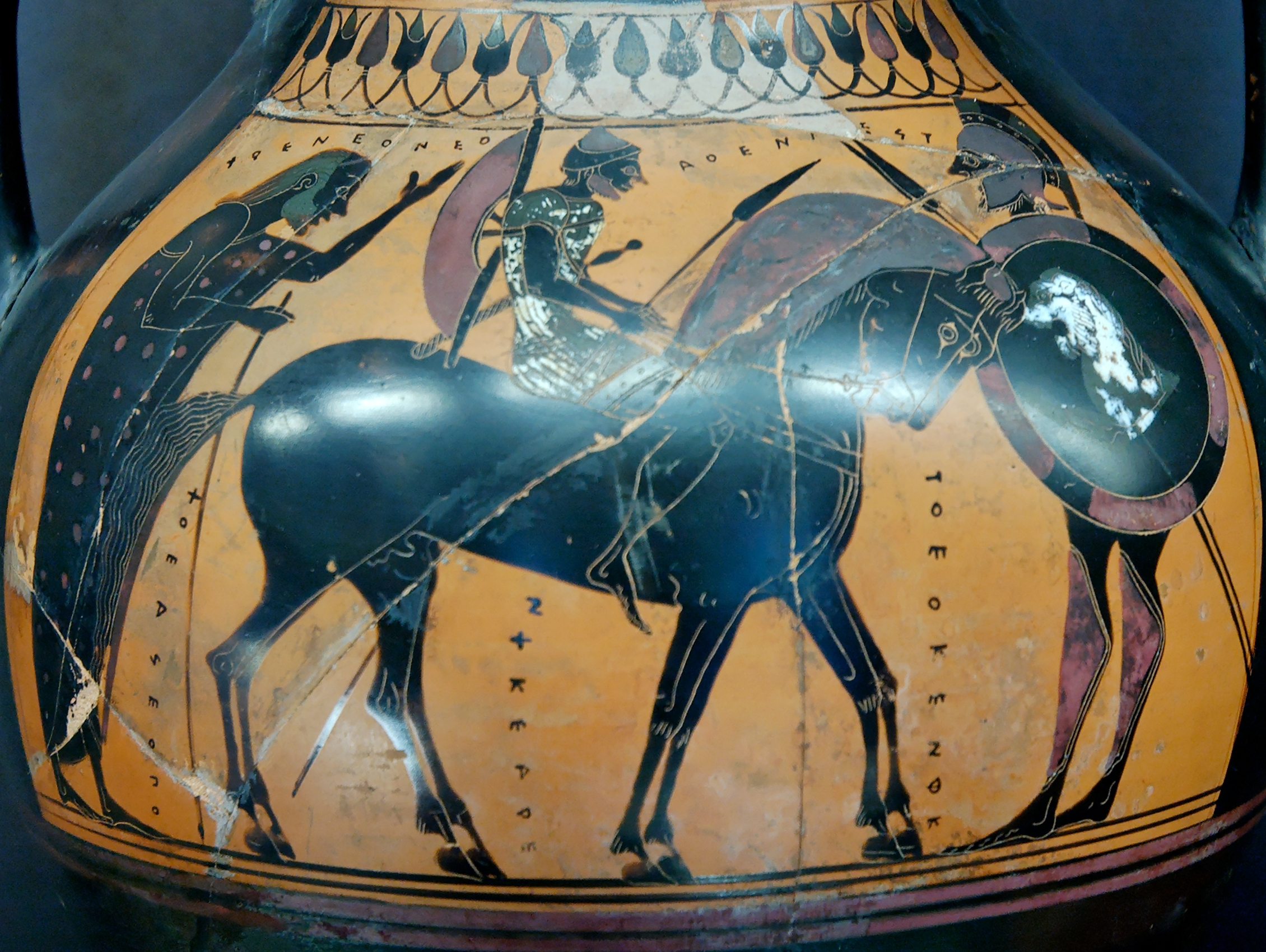
Figura negra ática na ânfora, 550–540 a.C. (Louvre)

Hippeis (em grego clássico: ἱππεῖς; plural ἱππεύς,  hippeus) é um termo para cavalaria grega. Na sociedade ateniense, o hippeus foi o segundo mais alto degrau de quatro classes sociais. Era composto por homens com habilidade para manter um cavalo de guerra durante o serviço estatal.
Em Esparta, os hippeus foram uma guarda real de honra. Consistiu em 300 jovens espartanos com idade inferior aos trinta anos. 